# Ängsblodbi
Ängsblodbi (Sphecodes monilicornis) är en biart som först beskrevs av Kirby 1802. Den ingår i släktet blodbin och familjen vägbin. Inga underarter finns listade i Catalogue of Life.

## Beskrivning
Som alla blodbin är ängsblodbiet nästan hårlöst och har svart grundfärg med delvis röd bakkropp. För denna art är bakkroppens tergiter 1 till 3 röda, första tergiten kan dock ibland ha svarta markeringar framtill på sidorna, och tredje tergiten har mörka kanter. Resten av bakkroppen är svart. Hanen har den första tergiten nästan helt svart, den andra röd, någon gång med ett svart tvärband, den tredje i regel svart och resten av bakkroppen alltid helsvart. Hanen har dessutom tät, vit behåring i ansiktet och en vit tofs på bakbenen; benen är annars svarta hos båda könen. Kroppslängden är 7 till 10 mm hos honan, 7 till 9 mm hos hanen, även om det finns individer som är så små som 5 mm.

## Ekologi
Ängsblodbiet följer värdarterna och finns därför i många habitat som grustäkter, vägrenar, ruderatmarker, torrängar, hedar, kalkängar, skogsbryn och trädgårdar, samt stäpper och buskvegetation av macchiatyp. Arten är polylektisk, den hämtar nektar från blommande växter ur många familjer, som korgblommiga växter, rosväxter, flockblommiga växter, törelväxter och klockväxter. Honorna flyger från vår till tidig höst, hanarna börjar flyga kring midsommar.

### Fortplantning
Likt alla blodbin är honan boparasit; hon bygger inga egna bon, utan lägger sina ägg i bon av smalbin, sandbin och bandbin. Bekräftade värdbin är skogsbandbi, ängssmalbi, mysksmalbi, fibblesmalbi, reliktsmalbi, zonsmalbi och smalbiet Lasioglossum malachurum, medan smalbiet Lasioglossum prasinum, bandsandbi, bandbiet Halictus maculatus, ängsbandbi, smalbiet Lasioglossum laticeps, lersmalbi och hedsmalbi ses som troliga värdar. I samband med äggläggningen dödar honan värdägget eller -larven, så hennes avkomma ostört kan leva på det insamlade matförrådet. Många av värdarterna är primitivt sociala bin, och de kan angripas både i inledningsfasen, när den grundläggande drottningen i princip är solitär, eller på sensommaren, när hon är social drottning över ett antal arbetare. För exempelvis Lasioglossum malachurum, som är social, kan ängsblodbihonan döda alla arbetarna i boet för att förhindra dessa att döda hennes avkomma.

## Utbredning
Utbredningsområdet omfattar nästan hela Europa upp till 65° N i Finland, söderut till Kreta och Cypern österut genom Östeuropa och Centralasien till Japan. Arten finns också i Nordafrika.
I Sverige finns arten i Götaland, Svealand samt i Norrland längs kusten med ett fåtal fynd i inlandet.
I Finland har den observerats längs sydkusten upp till de mellersta delarna av landet (Mellersta Finland, Norra Savolax och Norra Karelen) med ett enstaka fynd i sydvästra Lappland (Torneå) 2008.

## Bevarandestatus
Ängsblodbiet är en vanlig art, som inte är rödlistad utan klassificerad som livskraftig (LC) både globalt, i Sverige och i Finland.